# Nunca más (The X-Files)
«Never Again» es el decimotercer episodio de la cuarta temporada de la serie de televisión estadounidense de ciencia ficción The X-Files. Fue escrito por los productores Glen Morgan y James Wong, y dirigido por Rob Bowman. El episodio se emitió en los Estados Unidos el 2 de febrero de 1997 en la cadena Fox. El episodio es una historia del «monstruo de la semana», una trama independiente que no está relacionada con la amplia mitología de la serie. El episodio recibió una calificación Nielsen.de 13 y fue visto por 21,36 millones de espectadores. Recibió críticas en su mayoría positivas de los críticos de televisión.
El programa se centra en los agentes especiales del FBI Fox Mulder (David Duchovny) y Dana Scully (Gillian Anderson) que trabajan en casos relacionados con lo paranormal, llamados expedientes X. Mulder cree en lo paranormal, mientras que la escéptica Scully ha sido asignada para desacreditar su trabajo. En este episodio, Scully y Mulder se van de la ciudad para una tarea en solitario. Pronto conoce a Ed Jerse, un hombre que está siendo controlado mentalmente por un efecto secundario de su tatuaje relacionado con las drogas. Su tatuaje, cariñosamente llamado Betty, no quiere compartirlo, especialmente con Scully.
Aunque «Never Again» fue dirigido por Bowman, originalmente estaba programado para ser dirigido por el director de cine Quentin Tarantino. Tarantino no pudo dirigir la entrada debido a una disputa con el Sindicato de Directores de Estados Unidos. Gillian Anderson estaba particularmente complacida con el episodio que mostraba un lado diferente de Scully; le había pedido específicamente a Morgan y Wong que escribieran un episodio que explorara el lado oscuro de Scully. Varios miembros del elenco de la serie Space: Above and Beyond de Morgan y Wong fueron elegidos para el episodio.

## Argumento
En Filadelfia, Ed Jerse pierde un acuerdo de divorcio con su exesposa, quien tiene la custodia exclusiva de sus hijos. Después de emborracharse en un bar, Ed entra en un salón de tatuajes e impulsivamente recibe un tatuaje que representa a una chica pin-up parecida a Sailor Jerry con las palabras «Nunca más» debajo de su imagen. En el trabajo al día siguiente, Ed escucha a una mujer llamándolo «perdedor»; tiene una confrontación violenta con una compañera de trabajo, que niega haber dicho nada, y posteriormente es sometido.
En Washington, los agentes Fox Mulder y Dana Scully mantienen una reunión discreta con un informante ruso, Vsevlod Pudovkin, quien afirma haber visto un ovni en un centro de investigación secreto. Al regresar a la sede del FBI, Mulder se va de vacaciones a visitar Graceland, dejando a Scully para que haga un seguimiento del caso Pudovkin por él. Scully no está interesada en el caso y expresa serias dudas sobre la credibilidad de Pudovkin, lo que lleva a una discusión con Mulder. Scully se molesta por la dirección que están tomando su vida y su carrera.
Mientras tanto, Ed es despedido por teléfono. Oye la misma voz que antes y le grita a la mujer que vive debajo de él, pensando que era ella. Al escuchar la voz después de que pasaran un par de testigos de Jehová, Ed baja las escaleras y asesina a su vecina, arrojando su cuerpo al horno. Cuando la voz le habla de nuevo, Jerse se da cuenta de que proviene de su nuevo tatuaje. Scully se dirige a Filadelfia y ve a Pudovkin entrar en un salón de tatuajes. En el interior, ve a Ed discutiendo con el dueño, queriendo que le quiten el tatuaje. Ed entabla una conversación con Scully y la invita a cenar, a lo que ella inicialmente se niega.
Esa noche, Scully habla con Mulder por teléfono y le informa que Pudovkin es un estafador y parte de la mafia rusa. Frustrada por la conversación, Scully llama a Jerse y le dice que cambió de opinión. En un salón cercano, Scully está preocupada por el brazo de Ed, donde se quemó el tatuaje con una colilla de cigarrillo. Ed convence a Scully para que se haga un tatuaje, y ella tiene uno de Uróboros aplicado en su espalda. Scully se queda en el departamento de Ed. El tatuaje está enojado con él, diciendo que ella estará muerta si la besa, lo cual hace de todos modos.
A la mañana siguiente, dos detectives llegan al apartamento después de que Ed sale y le dicen a Scully que el vecino de Ed no está y que se encontró sangre en su apartamento con una sustancia química inusual. Scully investiga el material en la computadora portátil de Ed e intenta llamar a Mulder, pero cuelga antes de que Mulder tenga la oportunidad de responder. Cuando llega Ed, Scully le dice que encontraron sangre en el apartamento de su vecino y que probablemente era suya. Ella piensa que el químico vino de la tinta del tatuaje y quiere que ambos vayan al hospital para hacerse la prueba. Ed le cuenta a Scully sobre la voz que ha estado escuchando en su tatuaje.
Mientras Scully se dirige a la otra habitación para prepararse, su placa del FBI se cae del bolsillo de su abrigo. Scully lo recoge discretamente sin que Ed se dé cuenta. El tatuaje comienza a hablar de nuevo, lo que convence a Ed de volver a marcar la última llamada de Scully para ver con quién estaba hablando. Un operador del FBI responde y, al enterarse de que Scully es una agente del FBI, el tatuaje obliga a Ed a atacarla. Scully intenta escapar, pero Ed la domina, la envuelve en una sábana y la lleva al sótano para arrojarla al horno. En el último momento, Ed puede dominar los impulsos del tatuaje y, en cambio, mete su propio brazo en el horno.
Scully regresa a Washington y Mulder la felicita por ser la primera persona en hacer una segunda aparición en los expedientes X. Ed fue llevado a un centro de quemados en Filadelfia donde se encontraron los productos químicos del cornezuelo de centeno en su sangre; también estaba en la sangre de Scully, pero no lo suficiente como para causar alucinaciones. Mulder se pregunta si todo esto sucedió debido a su discusión anterior, a lo que Scully responde que no todo se trata de él.

## Producción

### Escritura y dirección

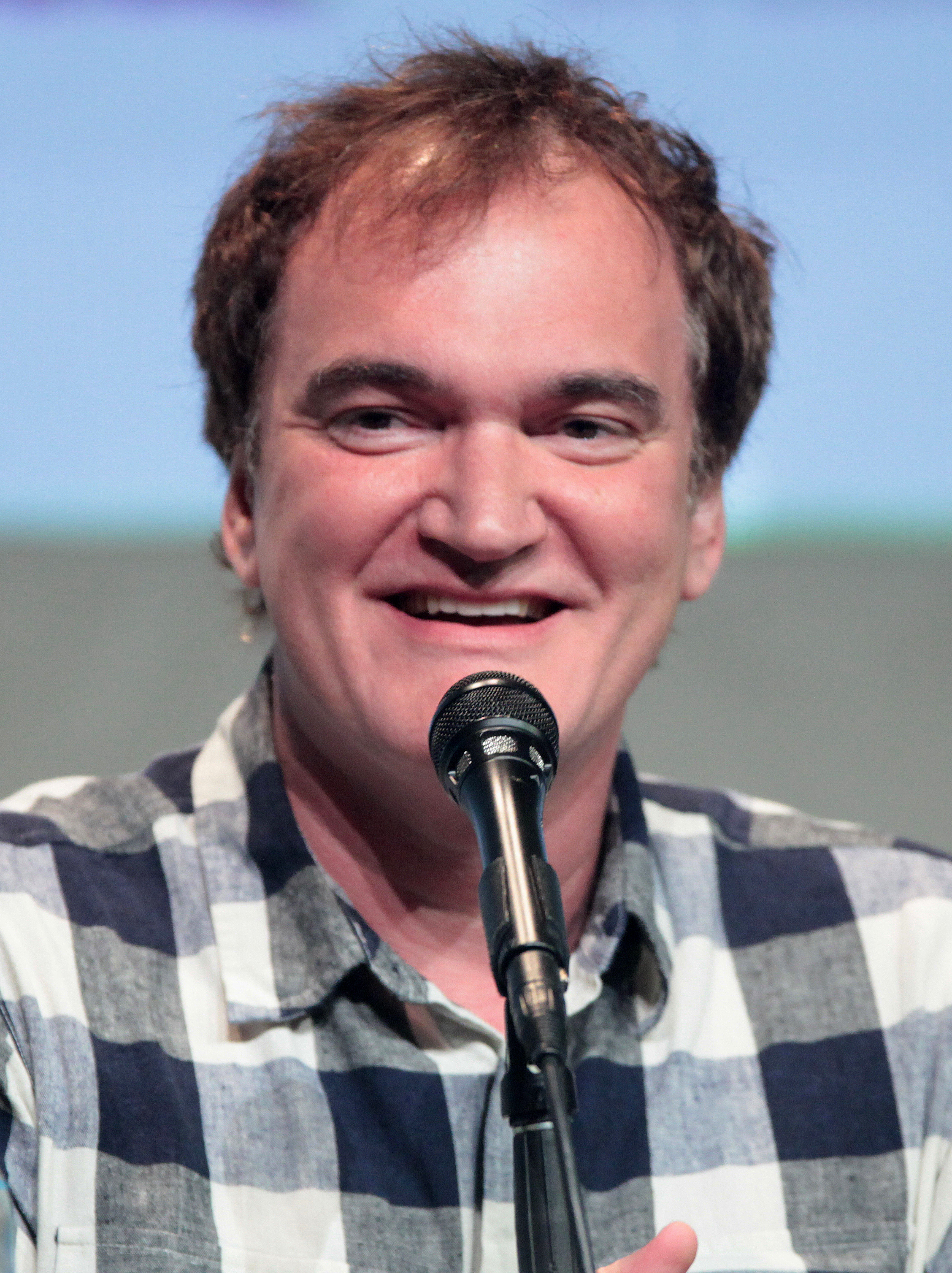
Quentin Tarantino estaba originalmente programado para dirigir el episodio.

«Never Again» fue escrito por los socios guionistas Glen Morgan y James Wong, convirtiéndolo en su último episodio de The X-Files hasta que regresaron al programa durante su décima temporada; después de este episodio, los dos asumieron el cargo de productores ejecutivos del programa Millennium de Fox (desarrollado, como The X-Files, por Chris Carter). La historia inicial que ambos desarrollaron fue una «especie de fantasma de Abraham Lincoln en la Casa Blanca», lo que habría involucrado a Mulder y Scully investigando el fantasma. Morgan explicó que había «investigado mucho y [él] siempre había querido escribir algo sobre el fantasma de Lincoln». Sin embargo, debido a la gran cantidad de reescrituras que los dos se vieron obligados a hacer para «Musings of a Cigarette Smoking Man», tanto Morgan como Wong perdieron interés en su historia original. Morgan explicó: «Sentí que ya no querían mi corazón y mi alma, así que no les daría [la historia de fantasmas]». Más tarde, los dos crearon «Never Again» en su lugar. Años más tarde, Frank Spotnitz dijo que «siempre se preguntó sobre» su historia original y cómo habría sido el producto terminado.
Gillian Anderson estuvo particularmente complacida con el episodio, ya que muestra un lado diferente de Scully. Ella dijo:

Pensé que [la trama de «Never Again»] era una gran idea. Personalmente, estaba pasando por un período oscuro en ese momento y quería explorar el lado oscuro de Scully. Por alguna razón, Glen y Jim estaban en la misma longitud de onda esa semana. Después, mucha gente me dijo que en ese episodio era tan «diferente» a Scully o que «mostraba mi rango». Les dije que pensaba que estaban equivocados. No creo que lo que hice aquí esté fuera de lugar para Scully. Lo único diferente es que la audiencia no lo había visto antes.

Inicialmente, Anderson llamó a Morgan y le pidió que escribiera una historia en la que Scully «se enamora» de otro hombre, lo que lleva a un «tipo intenso de relación romántica o apasionada». Morgan obedeció y escribió una escena en la que Scully disfrutaba de una noche apasionada con Jerse. Más tarde, el creador de la serie Chris Carter eliminó esto del guion, lo que la convirtió en la única vez que Carter eliminó una de las escenas de Morgan. Morgan señaló más tarde: «Creo que Chris pensó que estaba jugando con él, pero en realidad no lo estaba».
Mientras que «Never Again» fue dirigida por Rob Bowman, originalmente se suponía que el trabajo sería para Quentin Tarantino, pero el Sindicato de Directores de Estados Unidos se lo impidió; el gremio señaló que Tarantino, que no es miembro, no se unió al sindicato después de trabajar en ER, violando un acuerdo que habían hecho las dos partes. Un portavoz de 20th Century Fox señaló más tarde: «Quentin se acercó a nosotros, estábamos muy entusiasmados con la oportunidad. Hicimos algunos arreglos especiales y estamos decepcionados de que no esté sucediendo. Pero nos inclinamos ante la postura filosófica de Quentin [y] esperamos que se pueda resolver algo para el futuro».
La fecha de emisión del episodio se invirtió con el episodio «Leonard Betts» para garantizar que el último episodio, que presentaba a las dos estrellas del programa en sus roles tradicionales, se emitiera después del Super Bowl. Anderson ha dicho que «habría interpretado el papel [en “Never Again”] de manera diferente» si hubiera sabido esto en ese momento, cuando Scully descubre que tiene cáncer al final de «Leonard Betts».

### Rodaje y efectos

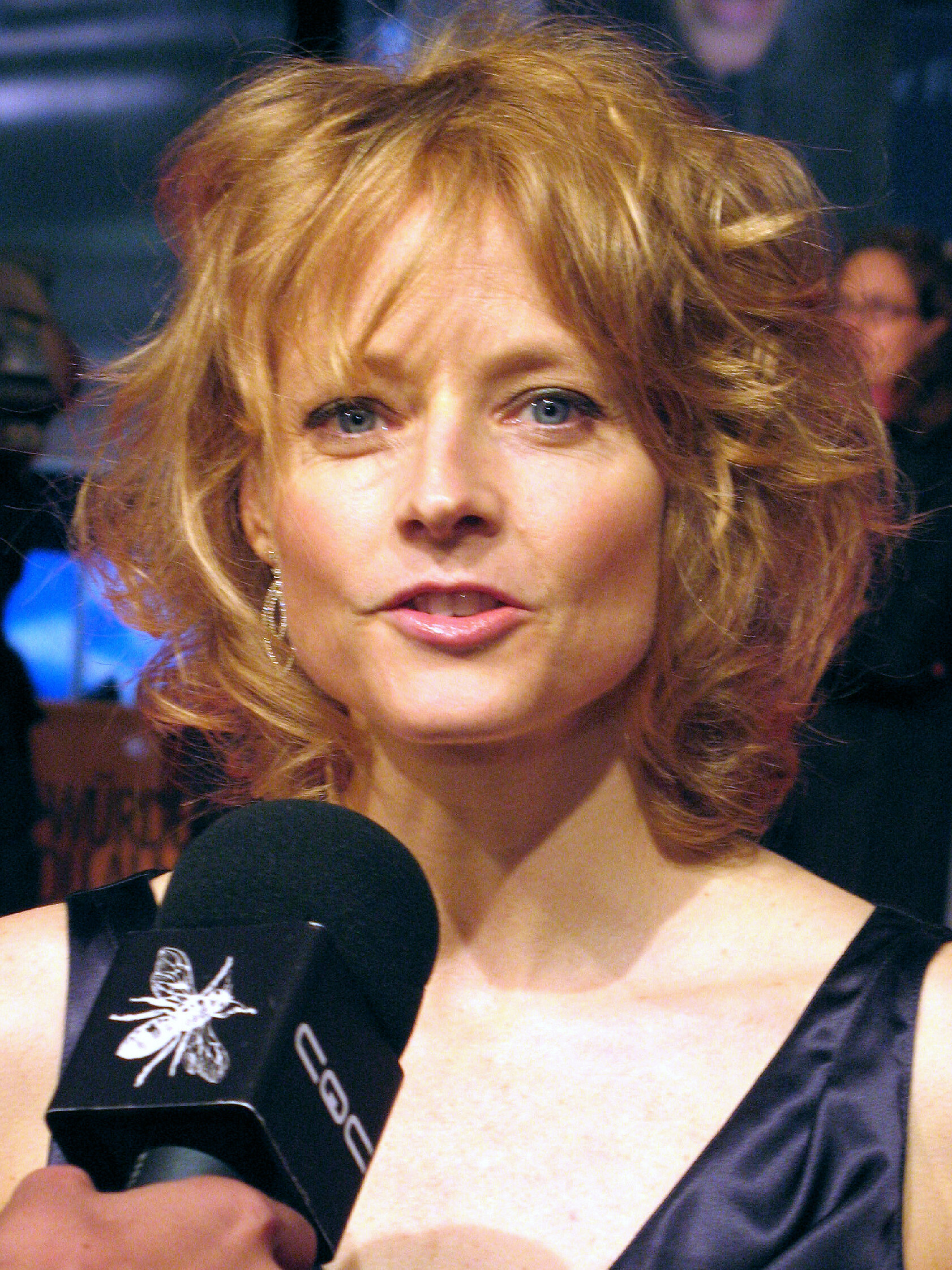
El malvado tatuaje Bettie fue interpretado por Jodie Foster.

El actor que interpreta a Ed Jerse, Rodney Rowland, fue miembro del elenco de la serie de Fox de corta duración Space: Above and Beyond de Glen Morgan y James Wong. Él y Anderson salieron durante un período de tiempo después de este episodio. Jodie Foster —una amiga del agente de casting de la serie Randy Stone— proporcionó la voz para el tatuaje de Ed, Betty. Anderson inicialmente se ofreció como voluntaria para hacerse un tatuaje de Uróboros real para el episodio, pero luego el equipo de producción le dijo que «habría tomado demasiado tiempo [y] no habría sido práctico». Kristina Lyne, del departamento de arte del programa, diseñó varias calcomanías adhesivas que emulaban el aspecto de los tatuajes reales. Estos tatuajes falsos fueron impresos por una productora llamada Real Creations y luego aumentados con maquillaje cortesía de la maquilladora de la serie Laverne Basham. El tatuaje de Bettie se inspiró en los diseños únicos del tatuador de San Francisco «Brooklyn Joe» Lieber.

## Recepción
«Never Again» se transmitió originalmente en los Estados Unidos en la cadena Fox el 2 de febrero de 1997. Este episodio obtuvo una calificación Nielsen de 13, con una participación de 19, lo que significa que aproximadamente el 13 por ciento de todos los hogares equipados con televisión y el 19 por ciento de los hogares que ven televisión sintonizaron el episodio. Fue visto por 21,36 millones de espectadores.
El episodio recibió críticas en su mayoría positivas de los críticos de televisión. Zack Handlen de The A.V. Club fue positivo con respecto al episodio y le dio una A. Aplaudió el hecho de que «permite que Scully tenga defectos» y le permitió ser «mucho más humana» de lo habitual en el programa. Handlen concluyó que el episodio fue un éxito porque ilustró «la forma en que nuestra necesidad de conectarnos con los demás nos hace vulnerables». Sin embargo, criticó las acciones de Mulder en el episodio, llamándolo un «trasero mimado» y señaló que había una «sensación de niño pequeño ignorado en su diálogo al final». Meghan Deans de Tor.com escribió positivamente sobre el episodio y señaló que «creo que es una suerte que el Super Bowl haya forzado el cambio de secuencia». Ella argumentó que, si «Leonard Betts» no se hubiera emitido antes de «Never Again», la audiencia se habría visto obligada a «leer sus acciones como reacciones a Mulder y Mulder solo» en lugar de contra el hecho de que tiene cáncer.
Paula Vitaris de Cinefantastique le dio al episodio una crítica positiva y le otorgó tres estrellas de cuatro. Llamó a la infelicidad de Scully con su situación «comprensible» y criticó positivamente a Gillian Anderson, calificando su actuación como «maravillosa». Vitaris, sin embargo, criticó el cambio «Leonard Betts»/«Never Again», escribiendo que «nada en este episodio apunta al miedo al cáncer como la motivación de Scully». Sin embargo, concluyó que «[“Never Again”] es una mirada fascinante a un lado completamente nuevo de [Scully]». No todas las críticas fueron entusiastas. Robert Shearman y Lars Pearson, en su libro Wanting to Believe: A Critical Guide to The X-Files, Millennium & The Lone Gunmen, por otro lado, le dieron al episodio una crítica mixta y lo calificaron con dos estrellas y media de cinco. Los dos criticaron el comportamiento de Scully y señalaron que «ver a Scully enojada y aburrida y creer que su vida no tiene sentido no es realmente Scully». Argumentaron que la creencia de Scully de que su vida es aburrida es fácilmente contrarrestada por el hecho de que «caza monstruos casuales, atrapa asesinos en serie y es abducida por extraterrestres». A pesar de esto, Shearman y Pearson escribieron que «Gillian Anderson hace que funcione».